# Sonata cho dương cầm số 2 (Chopin)
Bản Sonata cho dương cầm số 2 cung Si giáng thứ, Op. 35, là một bản sonata cho dương cầm gồm bốn chương của nhà soạn nhạc người Ba Lan Frédéric Chopin. Chopin hoàn thành tác phẩm vào năm 1839 khi ông sinh sống tại dinh thự của George Sand ở thành phố Nohant, cách khoảng 250 km về phía nam Paris; ông xuất bản tác phẩm vào năm 1840. Là bản sonata đầu tiên trong ba bản sonata trưởng thành của nhà soạn nhạc (hai bản còn lại là Sonata cho dương cầm số 3 cung Si thứ, Op. 58 và bản Sonata cho dương cầm và cello cung Sol thứ, Op. 65), tác phẩm được coi là một trong những bản sonata vĩ đại nhất dành cho dương cầm.
Chương thứ ba của bản sonata là hành khúc tang lễ nổi tiếng của Chopin (tiếng Pháp: Marche funèbre; tiếng Ba Lan: Marsz żałobny) được sáng tác ít nhất hai năm trước phần còn lại của tác phẩm và bản thân chương này là một trong những sáng tác nổi tiếng nhất của Chopin. Bản Sonata cho dương cầm số 2 mang những ám chỉ và hồi tưởng về âm nhạc của Johann Sebastian Bach và của Ludwig van Beethoven; cụ thể hơn, bản Sonata cho dương cầm số 12 của Beethoven cũng chứa phần hành khúc tang lễ ở chương III. Biểu diễn bản sonata cho dương cầm số 2 của Chopin thông thường mất khoảng 21 đến 25 phút, tùy thuộc vào việc có lặp lại phần trình bày của chương đầu tiên hay không.
Mặc dù bản Sonata cho dương cầm số 2 ngay lập tức trở nên phổ biến với công chúng, giới phê bình ban đầu còn nhiều nghi ngờ. Robert Schumann, cùng với một số nhà phê bình khác, cho rằng tác phẩm yếu kém về mặt cấu trúc và Chopin "chưa thể xử lý hoàn toàn hình thức sonata", một lời chỉ trích không trường tồn. Tác phẩm đã được nhiều nghệ sĩ piano ghi âm lại và thường xuyên được biểu diễn trong các buổi hòa nhạc và các cuộc thi piano. Bản hành khúc tang lễ được cải biên nhiều lần và đã được biểu diễn tại các đám tang trên khắp thế giới (kể cả của Chopin), từ đó trở thành một nguyên mẫu gợi nhớ đến cái chết.

## Bối cảnh lịch sử
Bản Sonata cho dương cầm số 2 được viết trong thời gian nhạc sonata đang mất đi vị thế thống trị của nó. Trong khi các bản sonata của Beethoven và Mozart chiếm một phần đáng kể trong số các tác phẩm mà họ sáng tác, điều này không còn áp dụng đối với các thế hệ nhà soạn nhạc tiếp theo: Franz Liszt chỉ viết một bản sonata trong số hàng chục tác phẩm cho các nhạc cụ của ông, Robert Schumann viết 7 bản (8 nếu bao gồm bản Fantasie cung Đô trưởng, Op. 17), còn Felix Mendelssohn chỉ viết 13 bản. Bên cạnh bản Sonata cho dương cầm số 2, Chopin chỉ viết 3 bản sonata khác: Sonata cho dương cầm cung Đô thứ (Op. posth. 4), viết năm 18 tuổi; Sonata cho dương cầm số 3 cung Si thứ (Op. 58); và Sonata cho dương cầm và cello cung Sol thứ (Op. 65).
Nguồn gốc sáng tác của bản Sonata cho dương cầm số 2, được coi là bản sonata trưởng thành dành cho dương cầm đầu tiên mà Chopin viết, tập trung vào chương III (Marche funèbre, tạm dịch là Hành khúc tang lễ), một bản hành khúc tang lễ mà nhiều học giả cho rằng được viết vào năm 1837. Jeffrey Kallberg tin rằng việc này xuất phát từ một bản thảo có chữ ký trong đó chứa tám ô nhịp ở cung Rê giáng trưởng đánh dấu Lento cantabile (tạm dịch: hát chậm rãi), dường như được viết như một món quà dành cho một người nhận giấu tên. Bản thảo đề ngày 28 tháng 11 năm 1837 sau này trở thành một phần của đoạn trio trong Marche funèbre. Tuy nhiên, Kallberg gợi ý rằng bản thảo này có thể là phần mở đầu cho một chương chậm rãi khác đang được viết trước đó thay vì là một phần của Marche funèbre. Ông viết rằng "sẽ bất thường nếu Chopin tặng một bản thảo mà nếu nó không phải là tác phẩm hoàn chỉnh, thì ít nhất cũng phải trích dẫn phần đầu của nó", như những gì Chopin làm với hầu hết các bản thảo trình bày khác của ông. Kallberg cũng gợi ý rằng bản Marche funèbre dành cho bốn tay của Julian Fontana có thể được liên kết với một bản sonata dành cho dương cầm bốn tay bị bỏ rơi mà Chopin đã viết vào năm 1835, ban đầu được xuất bản với tên Op. 28 (thay vào đó được sử dụng cho 24 bản Prelude, Op. 28), do đó làm tăng khả năng rằng chương này có thể bắt đầu từ năm 1835 thay vì năm 1837 vốn được công nhận rộng rãi.

Một thời gian sau khi hoàn thành bản Hành khúc tang lễ, Chopin sáng tác các chương khác và ông hoàn thành bản sonata vào năm 1839. Trong một bức thư ngày 8 tháng 8 năm 1839 gửi cho Julian Fontana, Chopin viết rằng:
Ở đây tôi đang viết bản Sonata cung Si giáng thứ sẽ chứa bản March (Hành khúc) mà anh đã biết. Có một bản Allegro, sau đó là một bản Scherzo cung Mi giáng thứ, rồi đến phần Hành khúc và một bản Finale ngắn khoảng ba trang giấy của tôi. Bàn tay trái và tay phải cùng nhau tán gẫu trên quãng tám đồng âm sau phần Hành khúc ... Cha tôi đã viết thư để nói rằng bản sonata cũ của tôi [cung Đô thứ, Op. 4] đã bị Tobias Haslinger xuất bản và các nhà phê bình Đức đang khen ngợi nó. Bao gồm cả những bản trong tay anh, giờ tôi đã có sáu bản thảo.

Việc Haslinger phổ biến trái phép bản sonata cung Đô thứ đầu tiên của Chopin (thậm chí còn khắc tác phẩm và cho phép lưu hành, trái với mong muốn của nhà soạn nhạc) có thể đã làm gia tăng sức ép khiến Chopin phải xuất bản một bản sonata cho dương cầm, điều này có thể giải thích lý do Chopin viết thêm các chương khác cho phần Marche funèbre để tạo thành một bản sonata. Tác phẩm được hoàn thành vào mùa hè năm 1839 tại Nohant (gần Châteauroux), Pháp, và xuất bản vào tháng 5 năm 1840 tại London, Leipzig và Paris. Tác phẩm không được đề tặng cho ai.

## Phân tích
Bản sonata bao gồm bốn chương:
1. Grave – Doppio movimento (Si giáng thứ – Si giáng trưởng)
2. Scherzo (Mi giáng thứ với phần trio và kết viết bằng cung Sol giáng trưởng)
3. Marche funèbre: Lento (Si giáng thứ với phần trio cung Rê giáng trưởng)
4. Kết: Presto (Si giáng thứ)

### I. Grave – Doppio movimento
5–7 phút 

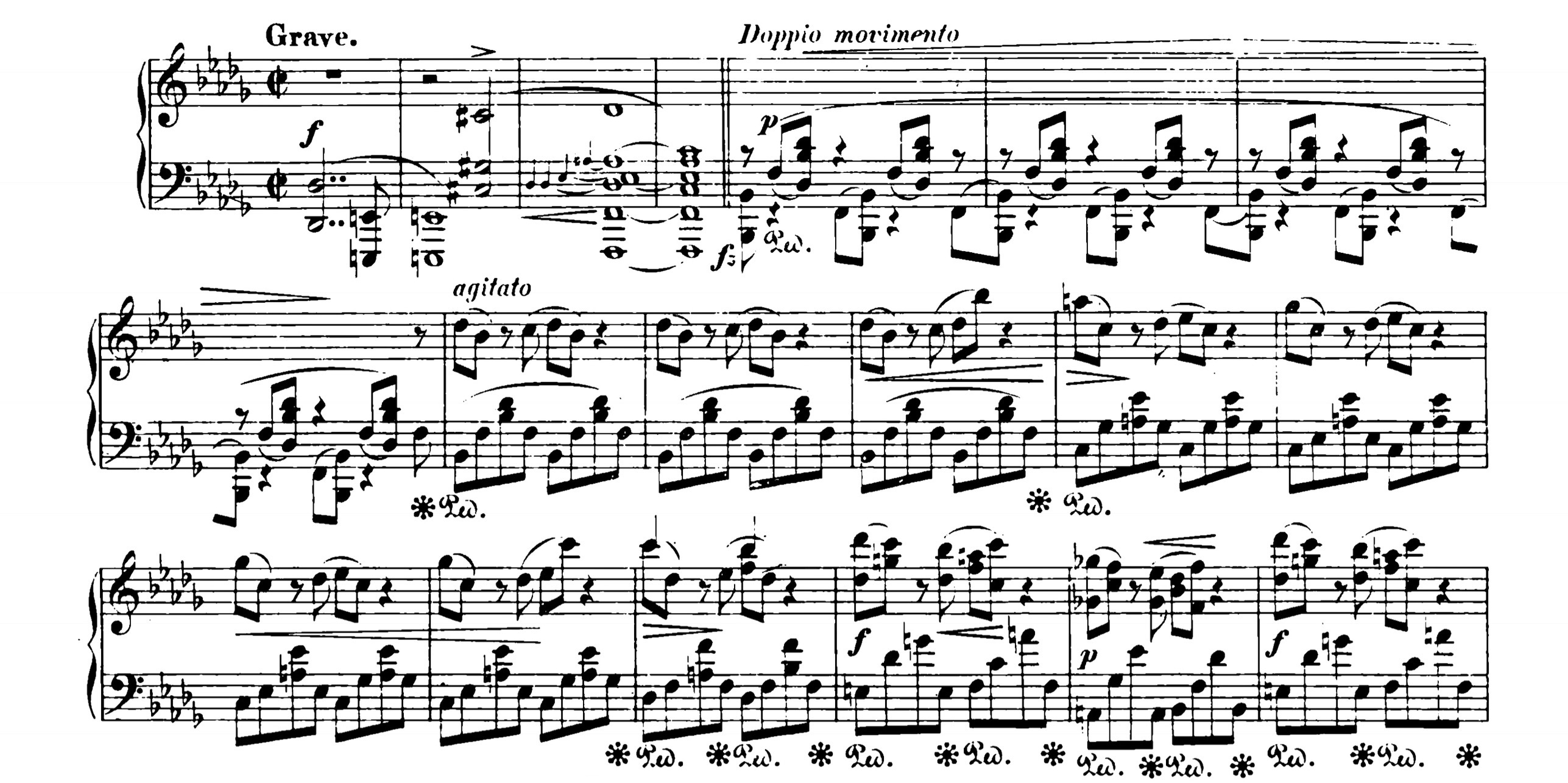
Ấn bản Breitkopf & Härtel do Johannes Brahms biên tập (1878). Phiên bản này thiếu dấu lặp lại từ phần Doppio movimento và do đó ám chỉ rằng phần trình bày nên được lặp lại từ đoạn Grave.

Chương đầu tiên được viết dưới dạng sonata đã tùy biến ở cung Si giáng thứ với số chỉ nhịp 2
2. Nó mở đầu bằng phần giới thiệu với bốn ô nhịp cung Rê giáng trưởng (giọng trưởng song song) được viết ở nhịp độ Grave, sau đó nhịp độ thay đổi thành Doppio movimento, khóa nhạc trở về chủ âm và một hình đệm âm trầm rùng rợn được đưa vào tác phẩm; sau bốn ô nhịp, chủ đề chính (hay còn gọi là chủ đề thứ nhất) xuất hiện. Chủ đề thứ nhất, được viết ở nhịp độ agitato, được theo sau bởi chủ đề thứ hai, ở cung Rê giáng trưởng, được viết ở nhịp độ piano và sostenuto. Khi bắt đầu phần phát triển, tất cả các chủ đề được giới thiệu trong phần trình bày quay trở lại. Về sau trong phần phát triển, một giai điệu dường như mới, nhưng thực chất chỉ là thể đảo của một phần trong chủ đề thứ hai, được đưa vào tác phẩm. Ở cao trào của phần phát triển, Chopin kết hợp ba yếu tố cùng một lúc: mô típ từ phần giới thiệu Grave và chủ đề đầu tiên lần lượt ở âm trầm và âm bổng, với nốt móc chùm ba ở giữa. Trong phần tái hiện, chủ đề chính không xuất hiện trở lại, có thể dựa trên dạng sonata nhị phân cũ hơn, thường thấy ở các bản sonata cho bàn phím của Domenico Scarlatti. Thay vào đó, chỉ có chủ đề thứ hai trữ tình trở lại ở giọng Si giáng trưởng (âm trưởng song song). Chương I kết thúc bằng một đoạn stretto 12 ô nhịp và kết thúc bằng ba hợp âm Si giáng trưởng được đánh dấu fff (fortississimo, nghĩa là rất rất mạnh).

#### Lặp lại phần trình bày
Khi bản sonata được xuất bản vào năm 1840 tại ba thành phố Paris, Leipzig và London, các ấn bản ở London và Paris cho thấy sự lặp lại phần trình bày ngay từ phần Grave ở đầu chưong. Tuy nhiên, trong ấn bản Leipzig, phần cần lặp lại bắt đầu từ đoạn Doppio movimento. Mặc dù ấn bản do Breitkopf & Härtel xuất bản (được Franz Liszt, Carl Reinecke và Johannes Brahms biên tập) cho thấy sự lặp lại tương tự như các ấn bản đầu tiên ở London và Paris, nhưng hầu hết các ấn phẩm thế kỷ XX đều giống với ấn phẩm Leipzig về vấn đề này. Charles Rosen, nghệ sĩ dương cầm và nhà văn về âm nhạc, lập luận rằng việc lặp lại phần trình bày theo cách của ấn bản Leipzig là một lỗi sai nghiêm trọng, nói rằng đó là điều "không khả thi về mặt âm nhạc" vì nó làm gián đoạn nhịp Rê giáng trưởng (ở đoạn kết của phần trình bày) bằng hình đệm Si giáng thứ. Đồng quan điểm, nhà phân tích âm nhạc Edward T. Cone gọi việc lặp lại Doppio movimento là điều "vô lý". Tuy nhiên, Anatole Leikin ủng hộ việc loại trừ đoạn Grave ra khỏi phần cần lặp lại, trích dẫn một phần rằng ấn bản hoàn chỉnh năm 1880 của Karol Mikuli về Chopin có dấu lặp lại sau phần Grave trong chương đầu tiên của tác phẩm. Karol Mikuli là học trò của Chopin từ năm 1844 đến năm 1848 và cũng đã quan sát những bài học mà Chopin dạy cho các học trò khác – bao gồm cả khi bản sonata này được dạy – và ông đã ghi chép rất tỉ mỉ.
Hầu hết các bản ghi âm cho mục đích thương mại không lặp lại phần Grave cùng với phần trình bày, bao gồm những bản ghi âm của nhạc sĩ Martha Argerich, Vladimir Ashkenazy, Stefan Askenase, Arturo Benedetti Michelangeli, Rafał Blechacz, Nelson Freire, Andrei Gavrilov, Hélène Grimaud, Peter Jablonski, Wilhelm Kempff, Nikita Magaloff, Murray Perahia, Maurizio Pollini (ghi âm năm 1985) và Vương Vũ Giai. Tuy nhiên, bản ghi âm năm 2008 của Pollini và bản ghi âm của Uchida Mitsuko, cùng một số bản khác, bắt đầu lặp lại từ phần Grave. Những bản ghi âm khác, bao gồm những bản của Daniel Barenboim, Cho Seong-Jin, Vladimir Horowitz, Julius Katchen, Evgeny Kissin, Garrick Ohlsson, Ivo Pogorelić, Sergei Rachmaninoff, Arthur Rubinstein và Khatia Buniatishvili, hầu như không lặp lại phần trình bày.

### II. Scherzo
6–7 phút

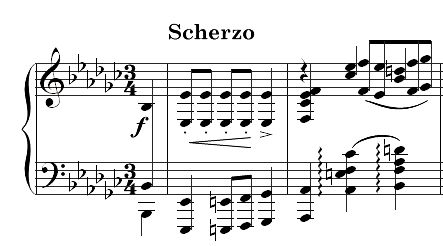
Mở đầu phần Scherzo

Chương II là một bản scherzo ở cung Mi giáng thứ với số chỉ nhịp 3
4 và không có chỉ dẫn nhịp độ. Leikin chỉ ra rằng điều này có thể được lý giải qua những điểm tương đồng có liên quan giữa chương này và phần kết thúc của chương I, bao gồm cả sự xuất hiện thường xuyên của các quãng tám và hợp âm lặp lại trong cả hai chương cũng như các cụm từ nhịp giống hệt nhau. Do đó, việc không có chỉ dẫn nhịp độ có thể gợi ý rằng không có nhịp độ mới mà thay vào đó chỉ là sự thay đổi ký hiệu (từ các chùm nốt liên ba sang nhịp ba).
Chương này được viết ở dạng scherzo-trio-scherzo thông thường với phần trio viết bằng cung Sol giáng trưởng. Sức mạnh nhịp nhàng và sự năng động bùng nổ của phần scherzo, cũng như sự nhấn mạnh dữ dội của nó vào các hợp âm và quãng tám lặp đi lặp lại, khiến nó giống các chương scherzo truyền thống của Beethoven. Tuy nhiên, không giống như những bản scherzo của Beethoven, vốn là những bản minuet đã được thay đổi, bản scherzo này có nhiều đặc điểm rõ ràng về nhịp điệu khiến nó trở thành một bản mazurka biến đổi. Phần trio, được đánh dấu nhịp điệu là Più lento, giống như một bài hát với giai điệu đơn giản và gợi cảm. Theo sau sự trở lại của scherzo là phần coda, tái hiện một cách cô đọng lại phần trio và từ đó tác phẩm kết thúc ở giọng trưởng song song. Ngoài chương này, một số tác phẩm khác của Chopin có đoạn kết ở gam trưởng song song bao gồm Scherzo số 2 cung Si giáng thứ (Op. 31) và Fantaisie cung Fa thứ (Op. 49).

### III. Marche funèbre: Lento
8–9 phút

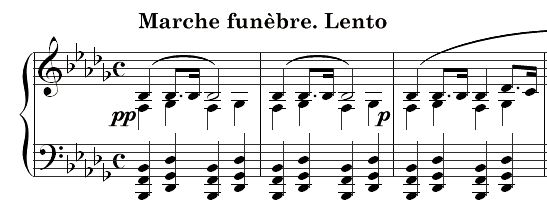
Phần mở đầu của Marche funèbre

Chương III được viết dưới tựa đề Marche funèbre, được xem là "sự phối hợp chặt chẽ giữa hành khúc tang lễ và trio kiểu đồng quê". Chương này được viết ở cung Si giáng thứ với nhịp 4
4, còn phần trio thì viết bằng giọng song song Rê giáng trưởng. Ký hiệu nhịp độ Lento không được thêm vào cho đến khi bản sonata được xuất bản vào năm 1840. Chương này mở đầu bằng giai điệu chỉ bao gồm hợp âm Si giáng lặp lại trong gần ba ô nhịp kèm theo các hợp âm Si giáng (không có âm thứ ba) và Sol giáng thứ xen kẽ vang lên như hồi chuông tang lễ. Chủ đề du dương này cũng được dùng làm xương sống cho chủ đề chính của chương Scherzo trước đó và là một phần của coda của chương mở đầu. Giai điệu theo sau âm Si giáng lặp đi lặp lại, như nhà âm nhạc học Alan Walker đã ghi, là "sự chuyển động nghịch nghiêm khắc" của chủ đề chính trong chương đầu tiên. Phần trio của chương, viết ở giọng trưởng song song, bao gồm một giai điệu thanh thản giống một dạ khúc đi kèm với nốt móc đơn ở tay trái.
Chương Marche funèbre cho đến nay được coi là là một trong những sáng tác nổi tiếng nhất của Chopin và đã trở thành một nguyên mẫu gợi nhớ đến cái chết. Chuơng này đã được biên soạn rộng rãi cho các nhạc cụ khác, đặc biệt là cho dàn nhạc giao hưởng. Bản phối khí đầu tiên của chương này được thực hiện bởi Napoléon Henri Reber và được biểu diễn bên mộ trong lễ chôn cất Chopin vào ngày 30 tháng 10 năm 1849 tại Nghĩa trang Père Lachaise ở Paris. Nhạc trưởng người Anh Henry Wood đã viết hai bản hòa tấu dựa trên Marche funèbre, bản đầu tiên được chơi tại The Proms (BBC) bốn lần từ năm 1895 đến năm 1904. Trong ngày 17 tháng 8, đêm đầu tiên của The Proms năm 1907, Wood đã chỉ huy biểu diễn một phiên bản mới mà ông đã viết về cái chết của nghệ sĩ vĩ cầm nổi tiếng Joseph Joachim hai ngày trước đó. Năm 1933, Sir Edward Elgar đã chuyển biên bản Marche funèbre cho một dàn nhạc giao hưởng đầy đủ; tác phẩm chuyển biên được biểu diễn lần đầu tiên tại buổi hòa nhạc tưởng niệm chính ông vào năm sau đó. Nhạc trưởng Leopold Stokowski đã chuyển soạn tác phẩm cho dàn nhạc lớn; phiên bản này được ghi âm lại lần đầu bởi Matthias Bamert.
Mặc dù chương này được xuất bản với tên gốc là Marche funèbre, Chopin đã rút ngắn tựa đề của chương này thành Marche(hành khúc) khi sửa lại ấn bản đầu tiên ở Paris. Ngoài ra, bất cứ khi nào Chopin viết về chưong này trong các bức thư của mình, ông đều gọi chương này là một bản "hành khúc" thay cho "hành khúc tang lễ". Kallberg tin rằng việc Chopin loại bỏ tính từ funèbre có thể bắt nguồn từ việc ông coi thường các từ ngữ dùng để mô tả tác phẩm mà ông viết. Sau khi nhà xuất bản Wessel & Stapleton ở London tự ý bổ sung tựa đề vào các tác phẩm của Chopin, như việc gọi bản Scherzo số 1 cung Si thứ (Op. 20) là The Infernal Banquet (tạm dịch: Bữa tiệc vô gian), nhà soạn nhạc, trong một bức thư gửi Fontana vào ngày 9 tháng 10 năm 1841, đã viết:
Giờ nhắc đến [Christian Rudolf Wessel], ông ta là một kẻ ngu ngốc và bịp bợm ... Nếu ông ta thua lỗ từ các tác phẩm của tôi thì chắc chắn là do những cái tên ngớ ngẩn mà ông ta đã đặt cho chúng, bất chấp việc tôi phản đối và những lần tôi cãi vã liên tục với [Frederic Stapleton]. Anh cũng có thể nói với ông ấy rằng nếu tôi nghe theo tiếng nói của lương tâm mình thì tôi sẽ không gửi cho ông ta bất kỳ bản nhạc nào nữa sau những tiêu đề đó.— 

Vào năm 1826, Chopin đã sáng tác một bản Hành khúc tang lễ cung Đô thứ khác, được xuất bản sau khi ông mất với tên gọi là Op. 72 số 2.

### IV. Kết: Presto
1–2 phút

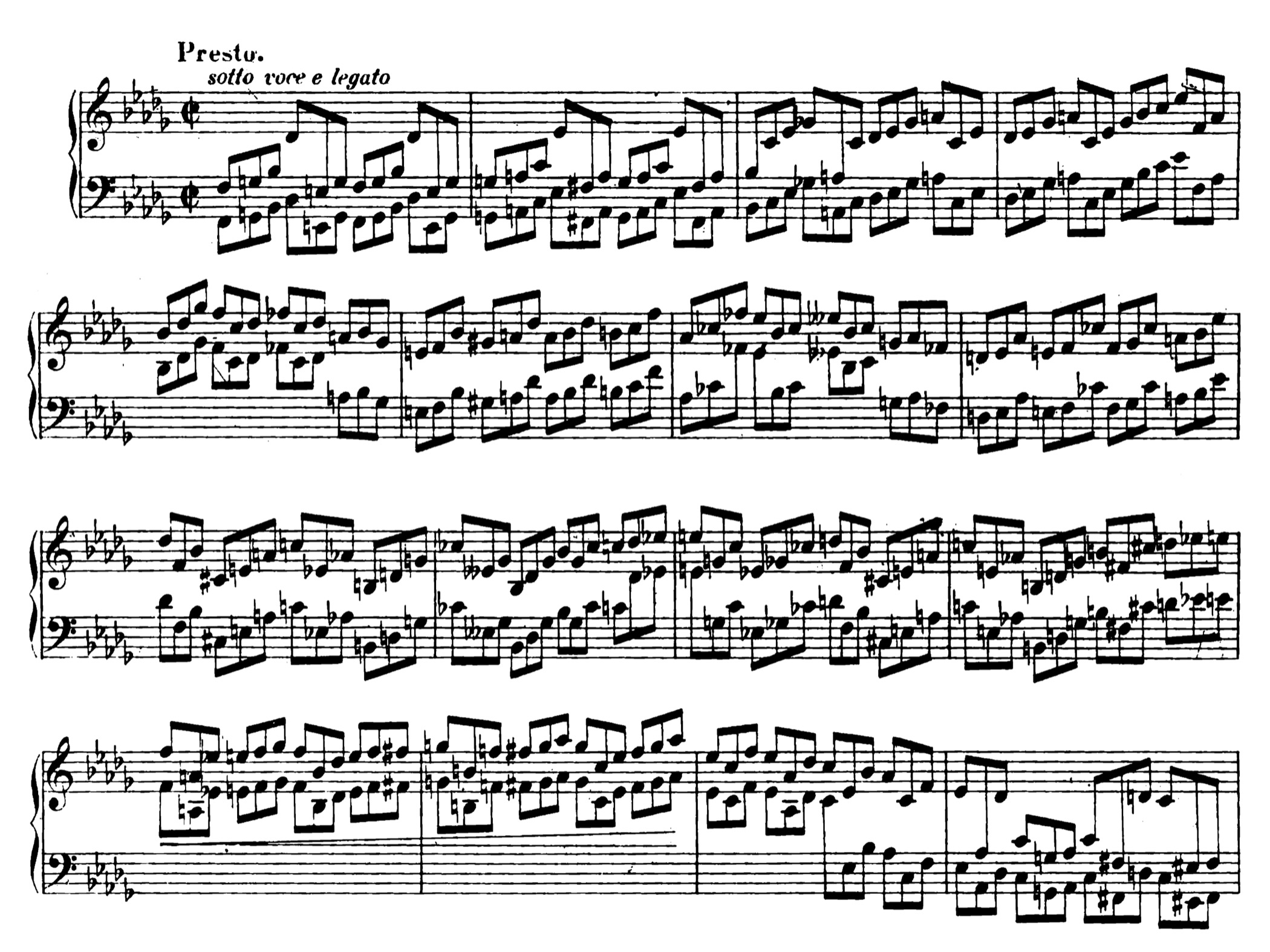
Mở đầu chương IV

Chương kết ngắn, được viết ở nhịp độ Presto với số chỉ nhịp 2
2, là một bản perpetuum mobile (tạm dịch: chuyển động vĩnh viễn) ở dạng nhị phân "tương đối đơn giản" bao gồm các quãng tám đồng âm được chơi với nhịp sotto voce e legato (nghĩa là thì thầm và liền mạch, tương tự bản Prelude cung Mi giáng thứ, Op. 28 số. 14) và không chứa một nốt nghỉ hay hợp âm nào cho tới những ô nhịp cuối cùng với quãng tám âm trầm Si giáng đột ngột và hợp âm Si giáng thứ để kết thúc toàn bộ bản nhạc. Trong chương này, "một chủ nghĩa sắc độ phức tạp được thể hiện bằng sự hòa âm ngụ ý ba và bốn phần hoàn toàn bằng một dòng đơn âm đôi"; tương tự, năm ô nhịp mở đầu của bản Fugue cung La thứ của JS Bach (BWV 543) ngụ ý sự hòa âm bốn phần thông qua một dòng đơn âm duy nhất. Alan Walker nhận xét rằng chương kết là "một trong những chương nhạc phi thường nhất Chopin thường sáng tác [...] Nó không có chủ đề và gần như là vô điệu tính". Ngoài ra, Leikin nói rằng phần kết "có lẽ là tác phẩm bí ẩn nhất mà Chopin từng viết", và Anton Rubinstein đã nhận xét chương IV như là "cơn gió hú quanh các bia mộ".
Chopin là một nhạc sĩ thường xuyên viết các ký hiệu thể hiện cho pedal, nhưng ở chương này, ông lại không viết bất cứ dấu hiệu gì cho phần kết ngoại trừ ở ô nhịp cuối cùng. Mặc dù Moritz Rosenthal (một học trò của Liszt và Mikuli) cho rằng không nên sử dụng pedal khi chơi chương này ngoại trừ ở ô nhịp cuối cùng, Rosen tin rằng "tác động của gió lên các ngôi mộ", như Anton Rubinstein đã mô tả, "thường đạt được khi nhấn mạnh pedal".

### Ám chỉ
Bản Sonata cho dương cầm số 2 có ám chỉ đến phần Prelude trong Tổ khúc cello số 6 cung Rê trưởng, BWV 1012 của Bach. Một mô típ được lặp lại thường xuyên trong Prelude của Bach rất giống với chủ đề chính của chương I trong bản sonata của Chopin; hơn nữa, tương tự như chương cuối của tác phẩm, bản Prelude là một bản perpetuum mobile với bốn nhóm bộ ba nốt móc đơn trong mỗi ô nhịp. Ngoài ra, trong chương IV, Chopin đã học hỏi Bach về khả năng viết phức điệu chỉ với một dòng đơn âm bằng các rải hợp âm. Qua đó ở một số khía cạnh, ông thậm chí còn nhỉnh xa hơn Bach về khía cạnh này. Ngoài ra, phác thảo cho bản sonata của Chopin bám sát trực tiếp bản Sonata cho dương cầm số 12 cung La giáng trưởng, Op. 26 của Beethoven, một bản sonata với bốn chương và chứa một chương Marcia funèbre chậm rãi: giống bản sonata của Chopin, phần hành khúc tang lễ chậm rãi được theo sau bằng một phần scherzo nhanh ở chương II. Chopin thường được coi là nhà soạn nhạc thời kỳ Lãng mạn ít chịu sự ảnh hưởng của Beethoven nhất; tuy nhiên, Op. 26 của Beethoven được cho là bản sonata của Beethoven mà Chopin yêu thích; ông đã chơi và dạy tác phẩm này nhiều hơn bất kỳ bản sonata Beethoven nào khác.

## Đón nhận và di sản
Mặc dù bản Sonata cho dương cầm số 2 nhanh chóng trở nên phổ biến với công chúng, nhưng ban đầu tác phẩm lại làm các nhà phê bình bối rối, khi họ cho rằng bản sonata thiếu tính liên kết và thống nhất, đồng thời nhận xét rằng Chopin chưa thể làm chủ được hình thức sonata. Phần lớn các đánh giá phê phán bản sonata trong thế kỷ sau khi tác phẩm được xuất bản đều mang tính tiêu cực, nhưng các nhà phê bình vẫn rất ca ngợi một số khía cạnh của tác phẩm. Bản sonata này, cùng với hai bản sonata hoàn thiện khác của Chopin, được trình diễn rất lẻ tẻ ở Ba Lan và các nước châu Âu khác trước năm 1900. Trái lại, bản Marche funèbre thì thường xuyên được biểu diễn cho cả dương cầm và trong các bản chuyển biên. Mãi đến đầu thế kỷ XX, các bản sonata của ông mới được biểu diễn thường xuyên hơn. Các bài bình luận gần đây cho rằng các quan điểm về cấu trúc yếu kém của tác phẩm và việc Chopin chưa làm chủ được hình thức sonata đang dần phai nhạt và giờ tác phẩm được coi là một trong những bản sonata vĩ đại nhất dành cho dương cầm. Tác phẩm hiện nay tiếp tục được biểu diễn thường xuyên trong các chương trình hòa nhạc và các cuộc thi âm nhạc cổ điển, đặc biệt là Cuộc thi piano quốc tế Chopin.
Bài phê bình nổi bật đầu tiên đến từ Robert Schumann vào năm 1841. Ông mô tả bản sonata là "bốn đứa con điên rồ nhất của [Chopin] dưới cùng một mái nhà" và nhận thấy tựa đề "Sonata" thất thường và hơi tự phụ. Ông cũng nhận xét rằng "có gì đó ghê hãi" về phần Marche funèbre, và "nếu thay phần này bằng một phần Adagio, có lẽ ở giọng Rê giáng trưởng, sẽ cho kết quả đẹp hơn nhiều". Hơn nữa, chương cuối đã gây xôn xao với Schumann và trong các giới nhạc sĩ khác. Schumann nói rằng chương này "có vẻ giống một sự nhạo báng hơn là âm nhạc", trong khi Felix Mendelssohn được cho là "ghét cay ghét đắng" chương này. James Huneker thì nhận xét rằng bốn chương của bản sonata "không có sức sống chung", và tác phẩm thì "giống một chuỗi các bản ballade và scherzo hơn là một sonata." Bất chấp những nhận xét này, ông gọi hai chương cuối là "kiệt tác" và viết rằng chương cuối "không có gì để so sánh cùng". Tương tự, nhà văn James Cuthbert Hadden đã viết rằng "bốn chương, nếu lắng nghe riêng biệt thì đều đáng ngưỡng mộ, nhưng khi gộp lại thì chúng có rất ít chủ đề chung hay các mối liên hệ khác," và ông cũng đồng tình với mô tả của Schumann về bản sonata như là sự gắn kết của "bốn đứa con điên rồ nhất của Chopin". Nhà phê bình Henry Bidou thì nói rằng tác phẩm "không mạch lạc lắm" và cho rằng "Schumann đã chỉ ra khiếm khuyết trong bố cục của bản sonata".
Bất chấp những phản ứng tiêu cực dành cho tác phẩm, sự đón nhận của chương Marche funèbre nhìn chung là tích cực, và theo lời viết của Hadden vào năm 1903, tác phẩm đã bị "phổ biến quá mức". Franz Liszt, một người bạn của Chopin, nhận xét rằng Marche funèbre "có sự ngọt ngào sâu sắc đến mức chúng ta khó có thể coi nó thuộc về thế gian", còn Charles Willeby đã viết rằng cho đến nay đây là "chương đẹp nhất và nhất quán nhất" trong tác phẩm. Mặc dù Hadden chỉ trích cả bản sonata, nhưng ông đưa ra quan điểm rằng Marche funèbre "thực sự là chương hay nhất trong Sonata này". Riêng bản Marche funèbre tiếp tục là một trong những sáng tác của Chopin được yêu thích nhất trong thời gian dài và còn được biểu diễn tại các đám tang trên khắp thế giới. Ngoài tang lễ của Chopin, Marche funèbre còn được biểu diễn tại tang lễ cấp nhà nước của John F. Kennedy, Sir Winston Churchill, Margaret Thatcher, Nữ hoàng Elizabeth II, và tang lễ của các nhà lãnh đạo cộng sản bao gồm Leonid Brezhnev, Iosif Stalin, Yury Andropov, Konstantin Chernenko và Josip Broz Tito. Chương này cũng được biểu diễn tại quốc tang của tổng thống Ba Lan Lech Kaczyński và tổng thống Đài Loan Tưởng Giới Thạch.
Bản sonata, chủ yếu là phần Marche funèbre, có ảnh hưởng đến nhiều tác phẩm cổ điển và phi cổ điển được biên soạn về sau. Chương thứ hai trong tác phẩm Embryons desséchés của nhà soạn nhạc Erik Satie, có tựa đề "of an Edriophthalma", sử dụng một biến thể của chủ đề thứ hai trong Marche funèbre. Satie gắn tên "Citation de la célèbre mazurka de SCHUBERT" ("trích dẫn từ mazurka nổi tiếng của Schubert") cho tác phẩm, nhưng tác phẩm như trên lại không tồn tại. Ngoài ra, Marche funèbre còn được lấy làm mẫu cho một số tác phẩm nhạc jazz, bao gồm " Black and Tan Fantasy " của Duke Ellington, và chủ đề từ Marche funèbre đã được nhạc sĩ nhạc dance điện tử người Canada deadmau5 sử dụng trong bài hát " Ghosts 'n' Stuff " của mình. Đô vật chuyên nghiệp The Undertaker trích dẫn phần mở đầu của Hành khúc cho chủ đề vào sân khấu của mình. Bản sonata này cũng đã ảnh hưởng đến Sonata cho dương cầm số 2 (Op. 36) của Sergei Rachmaninoff, cũng viết bằng giọng Si giáng thứ. Trong khi giải thích với bạn bè lý do ông quyết định soạn một phiên bản năm 1931 mới, Rachmaninoff nói rằng: "Tôi xem lại những tác phẩm đầu tay của mình và thấy có quá nhiều thứ thừa thãi. Ngay cả trong bản sonata này cũng quá dài và có quá nhiều giọng chuyển động đồng thời. Bản Sonata của Chopin chỉ kéo dài 19 phút và đã trình bày được mọi thứ cần thiết".

## Các ấn bản và bản ghi âm có sẵn
Có nhiều ấn bản của bản sonata cho dương cầm số 2 được đánh giá cao, nổi bật nhất là các ấn bản của G. Henle Verlag, biên tập bởi Ignacy Jan Paderewski, và ấn bản Chopin National được biên tập bởi Jan Ekier. Tác phẩm đã được biểu diễn và ghi lại rộng rãi. Hai trong số những bản ghi âm thương mại sớm nhất của tác phẩm được thực hiện bởi Percy Grainger vào năm 1928 và Sergei Rachmaninoff vào năm 1930. Các bản ghi âm thương mại cũng được thực hiện bởi một số nghệ sĩ dương cầm như Alfred Cortot, Daniel Barenboim, Alexander Braillowsky, Samson François, Emil Gilels, Vladimir Horowitz, William Kapell, Wilhelm Kempff, Evgeny Kissin, George Li, Murray Perahia, Ivo Pogorelić, Antonio Pompa-Baldi., Arthur Rubinstein, Uchida Mitsuko, Khatia Buniatishvili và những nhà vô địch trong Cuộc thi Piano Quốc tế Chopin như Martha Argerich, Yulianna Avdeeva, Cho Seong-Jin, Maurizio Pollini, Adam Harasiewicz, Lý Vân Địch và Garrick Ohlsson.